# Странське Маколе
Странське Маколе (словен. Stranske Makole) — поселення в общині Маколе, Подравський регіон‎, Словенія.